# Фрозиноне
Фрозино̀не (на италиански: Frosinone) е община и главният град на едноименната италианската провинция Фрозиноне в регион Лацио, Централна Италия. Той е на 86 км югоизточно от Рим. Седалище е на диоцеза Фрозиноне-Вероли-Ферентино.
Фрозиноне има 48 280 жители по данни от преброяването към 31 август 2009 г.

## История
Фрозиноне с името Frusna е от най-старите градове на волските. През 338 пр.н.е. става част от Римската империя и се казва Frusino. Във Фрозиноне са родени двама папи, които днес са покровители на града. От 1926 г. става главен град на новообразуваната провинция Фрозиноне. Фрозиноне е от древността на Виа Латина, днес Виа Казилина (SS 6).

## Други
Градът е покровителстван от Св. Силверий и Св. Хормисдас. Празникът на града е на 20 юни.

## Спорт
Представителният футболен отбор на града се казва Фрозиноне Калчо.